# Magyar Grafika
Magyar Grafika: a Papír- és Nyomdaipari Egyesület szakmai folyóirata. (1.1957 – ) Megjelenés helye: Budapest. Periodicitás: kéthavonként. A nyomtatott változat ISSN-je 0479-480X; ma már online is megjelenik.

## Leírása
Jogelődje: Magyar Grafika. A grafikai iparágak és rokonszakmák fejlesztését szolgáló szakfolyóirat. Budapest, 1.1920 – 13.1932:9.
A Magyar Grafika 1957-ben újraindult, jelenleg a Papír- és Nyomdaipari Műszaki Egyesület (PNYME) szakmai folyóirata, tartalma: a grafikai, a papír- és nyomdai iparág valamennyi területét magában foglalja. Az új technológiai témák bemutatása mellett a nyomdatörténet is helyet kap a lap hasábjain. A grafikai szakfolyóirat színvonalas tartalmát folyamatosan biztosították és biztosítják a szakma jeles főszerkesztői és a körülöttük kialakult szerkesztői és szerzői gárda.

## A szakfolyóirat folyóirat állománya
1.1957:1-10; 2.1958:1-6- – 22.1978:1-6; 23.1979:1-2,5-6; 24.1980:1-6--31.1987:1-6; 32.1988:1-5; 33.1989:1-5; 34.1990:1-6 – 35.1991:1-6; 36.1992:1,3-6; 37.1993:1-6; 38.1994:1-4,6; 39.1995:1-6 – 47.2003:1-6; 48.2004:1-8; 49:2005 – 52.2008:1-6.; 53.2009:1-5.

### Tematikus különszámai
1958; 1960-1968; 1970; 1992; 2003:1-2; 2004 Flexo; 2004:7. Grafika a grafikában; 2005:3. Flexo; 2005 Print; 2006: jubileumi szám.

## A szerkesztőség

### Főszerkesztők
- Lengyel Lajos (1958–1978/2.)
- Gara Miklós (1978/3.–1998)
- Vincze András főszerkesztő; Buzás Ferenc felelős szerkesztő (1999–2001/2.)
- Burger László (2001/3.–2002/4.
- Faludi Viktória (2002/5.–)

### A kivitelzői gárda tagjai (2012)
Faludi Viktória főszerkesztő; Maczó Péter: arculat és design; Endzsel Ernőné, Erzsi korrektor; Kiss Gergely tördelő;

### A szakfolyóirat szerkesztőbizottságának tagjai (2009)
Eiler Emil; Dr. Garáné Bardóczy Irén; Maczó Péter; Péterfi Sándor; Szentendrei Zoltán; Szikszay Olivér, sen.

## Külső hivatkozások
- Magyar Grafika szerkesztői gárdája